# 希伦 (德国)
希伦是德国石勒苏益格-荷尔斯泰因州的一个市镇。总面积6.36平方公里，总人口284人，其中男性145人，女性139人（2011年12月31日），人口密度45人/平方公里。